# Orenaia sierralis
Orenaia sierralis là một loài bướm đêm trong họ Crambidae.